# 한국과학기술원 인공위성연구소

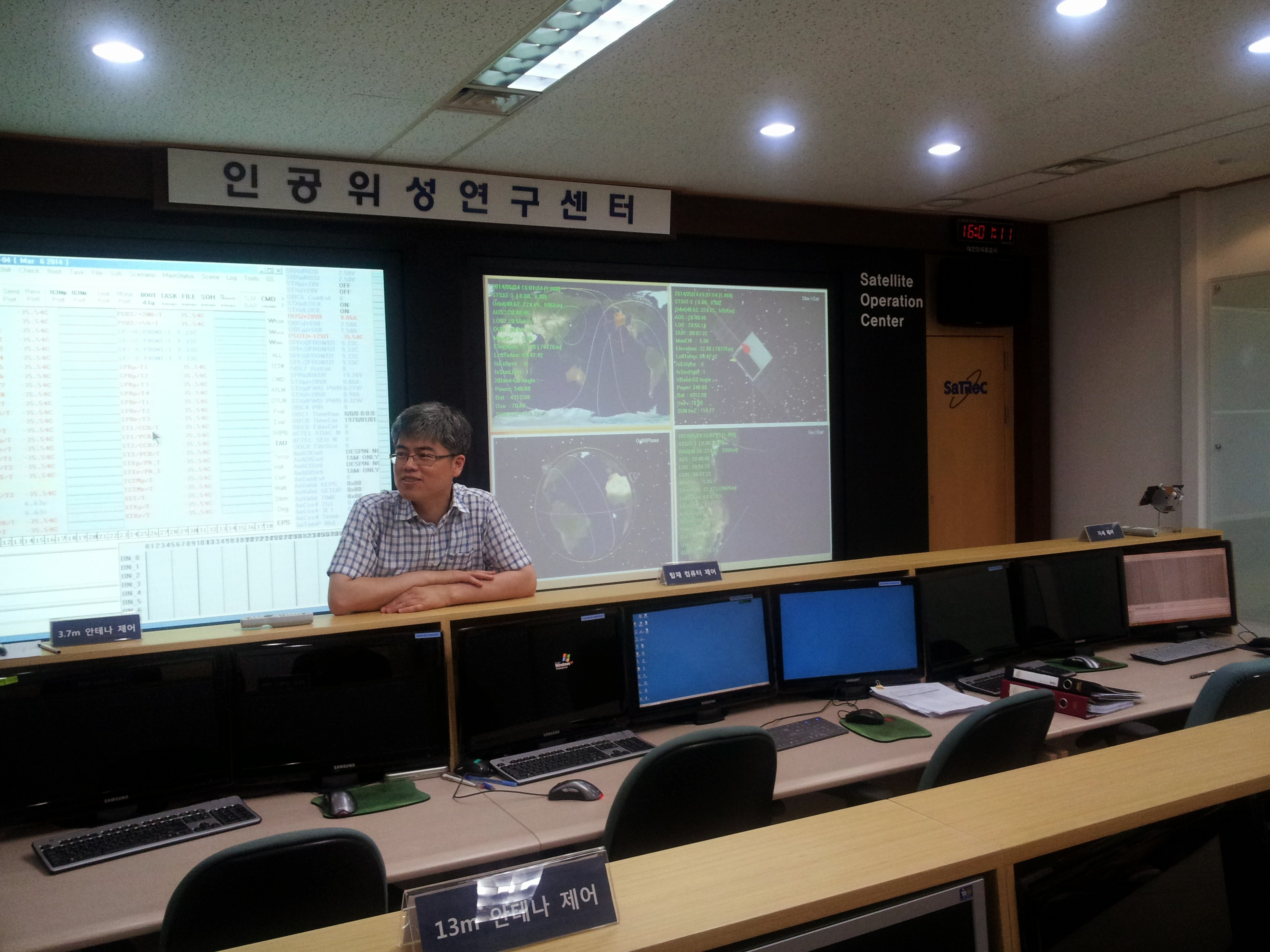
KAIST 인공위성연구소

인공위성연구소(SaTReC, Satellite Technology Research Center)는 한국과학기술원(KAIST) 소속의 위성기술 연구개발기관이자 우주기술인력 양성기관이다. 1989년 8월 설립되었다. 1992년 8월 최초 국적위성인 우리별 1호, 1993년 최초 국내제작위성인 우리별 2호, 1999년 최초 독자위성인 우리별 3호 등을 발사하였다.

## 개발한 제품
- 우리별 1호 - 1992년 8월
- 우리별 2호 - 1993년
- 우리별 3호 - 1999년
- 우리새 2호 - 2017년
- 차세대소형위성 1호 - 2018년
- 차세대소형위성 2호
- 다누리 - 2022년